# Drăghici (Râul Târgului)
Drăghici je lijeva pritoka Râul Târgului u Rumunjskoj. Ulijeva se u Râul Târgului u Mihăeștiju. Duljina joj je 17 km, a površina porječja 39 km2.